# Napoli, stagione dell'anima
Napoli, stagione dell'anima è una serie di dieci documentari scritti e diretti da Paolo Jorio dedicato ai borghi di Napoli andata in onda su Rai 3 nel 1989 e successivamente su Rai 2 tratto dall'omonimo libro di Gennaro Borrelli storico, pittore, scenografo, esperto del presepe napoletano e autore tra l'altro di numerose pubblicazioni dedicate al tradizionale presepe del '600 e del '700. Le colonne sonore originali sono del maestro Giuseppe Vessicchio.
I Borghi di Napoli, è un itinerario  al di fuori dei soliti luoghi comuni, ma dentro alcuni degli angoli, dei sapori, degli odori, delle opere che la grande storia di Napoli Capitale ci ha donato: l'idea nasce dalla lettura del libro omonimo di Gennaro Borrelli, scrittore, pittore, scenografo, profondo studioso della cultura partenopea e si traduce in questa serie di documentari.
Ciascuna puntata è una sorta di percorso nel cuore dei borghi, dei quartieri, della città, attraverso cui ricucire gli eventi che ne hanno caratterizzato la via, risalendo quindi alle origini e alla storia di Napoli.
È certamente un itinerario inedito nel quale ci accompagnano napoletani illustri: Mirella Barracco Stampa, Luigi Compagnone, Renato De Falco, Mario Furnari, Enzo Manganiello, Vittorio Paliotti, Marina Picone Causa, Michele Prisco, Massimo Rosi, Antonio Scotti e Nicola Spinosa.

## Prima Puntata:Lo sviluppo politico architettonico economico di Napoli
È il professore e architetto Massimo Rosi, membro della commissione studi di urbanistica (autore tra l'altro della scenografia del film diretto dal fratello Francesco Rosi Le mani sulla città), a guidarci nello sviluppo architettonico, politico, economico di Napoli riassumendoci le tappe più significative e più importanti della storia partenopea dal punto di vista urbanistico. Scopriamo così quanto illuminati siano stati i Borbone, quante strutture previste secoli fa siano ancora attuali oggi e come molti progetti post-unitari non siano altro che la realizzazione pratica di oggetti ideati e previsti nell'era borbonica. Proprio sull'importanza dei Borbone nella storia e nello sviluppo della città si esprime il giornalista Antonio Scotti identificando le grandi opere lasciate in eredità dalla famiglia reale. Ed il percorso ovviamente si sposta dalla Napoli di ieri alle grandi potenzialità che offre la città partenopea ed alla convinzione che sia l'unica metropoli europea con grandi margini di sviluppo di intervento: a ovest, nel quartiere di Bagnoli, al centro nei quartieri spagnoli e ad est nella zona industriale, dove per altro già sorge il nuovo centro direzionale. È l'inizio del viaggio in una delle più belle città del mondo.

## Seconda Puntata:Le Radici di Napoli
In via San Gregorio Armeno e in via dei Tribunali trovano origine le radici di Napoli.
Nella quiete dell'antichissimo chiostro del convento di San Gregorio Armeno troviamo uno squarcio inedito della città dove il passaggio dei secoli ed il cambiamento dei costumi, sembrano essersi fermati davanti alle soglie di ingresso. Un senso di pace e di stupore pervade il visitatore anche nella chiesa annessa al convento dove trionfa l'opulenza del barocco napoletano. Prima di giungere alla chiesa di San Lorenzo Maggiore la nostra attenzione è rivolta alla via San Gregorio Armeno dove si mantiene viva la bellissima ed antica tradizione del presepe napoletano. Nella chiesa di San Lorenzo Maggiore, invece, ci si immerge negli scavi del chiostro dove un incredibile ed unico processo di stratificazione ci permette di toccare con mano millenni e millenni di storia dalle origini greche, dall'insediamento romano, sino a quello medioevale. Il tutto condensato in pochi metri. Il nostro percorso termina con un omaggio alla fantasia ed all'abilità artigianale partenopea visitando l'Ospedale delle bambole, un laboratorio tramandato di padre in figlio dove ritornano in vita le vecchie bambole di porcellana o anche quelle più moderne.

## Terza Puntata:Il Borgo della Sanità
La prima tappa di questo percorso è nel Duomo e nella sua Cappella del Tesoro ed insieme allo scrittore - giornalista Vittorio Paliotti, autore tra l'altro di un libro dedicato proprio al culto di San Gennaro, scopriamo i segreti e i perché dell'attaccamento quasi morboso dei napoletani alla figura del Santo Patrono. La nostra passeggiata, dopo una sosta nell'antichissima chiesa di Santa Restituta, si dipana poi attraverso il primo borgo fuori porta che la storia di Napoli ricordi: "la Sanità".
Storie d'onore, di coltello e di guappi hanno sempre caratterizzato la vita di questo borgo, che ha però mantenuto intatto il suo fascino, come se il tempo non fosse mai passato. E proprio la Sanità con le sue strade, le sue taverne, la sua gente e con le vicende di sangue ha ispirato uno dei più grandi romanzieri realisti napoletani: Mastriani, che solo da poco la critica ha riscoperto e rivalutato.
Le bellissime abitazioni settecentesche, tra cui quella disegnata dall'architetto San Felice e che ha ispirato varie scenografie teatrali, le strade ricchissime di verde e di vita popolare sono, insomma, sempre le stesse di centinaia di anni fa, così come i coloratissimi mercati degli ortaggi e della frutta autentici presepi viventi.

## Quarta Puntata:Il Mercato
Il quartiere Mercato - Pendino con la chiesa della Madonna del Carmine e la Piazza Mercato, è sicuramente il testimone di tutti i più grandi eventi della storia napoletana. La decapitazione di Corradino di Svevia, Masaniello e i lazzaroni, la rivoluzione napoletana del 1799 sono solo alcuni degli importanti episodi in cui Piazza Mercato, in particolare, è stata teatro delle vicende napoletane. Come in tutte le altre puntate anche in questa scopriamo angoli inediti, ma profondamente inseriti nella vita della città, colpevolmente ignorati dalla cultura post-unitaria. L'Archivio Storico del Banco di Napoli, per esempio, che con i suoi documenti preziosi è la testimonianza più viva della Napoli delle Corporazioni, dell'Arte e dei Mestieri. Arti e Mestieri che ancora vivono nelle antiche strade del quartiere come la strettola degli orefici, immortalata dallo Spadaro nei suoi dipinti. L'Archivio di Stato con il leggendario Chiostro del Platano, affrescato con dipinti Benedettini, e la sua straordinaria Biblioteca, la bellissima chiesa di Santa Maria Egiziaca, il cimitero della chiesa di San Pietro ad Aram, rappresentano inediti e straordinari itinerari trascurati.

## Quinta Puntata:Pietre di luce, Spaccanapoli e dintorni
L'itinerario si sviluppa intorno alla famosa "Spaccanapoli", la strada che taglia in due la città.
Essa è un autentico scrigno che conserva tesori e segreti di inestimabile valore, ma poco conosciuti, dove la luce gioca un ruolo di protagonista, insinuandosi tra le pietre di questa strada, testimone di una storia e di una civiltà antichissima.
La nostra passeggiata inizia dalla Piazza San Domenico Maggiore e precisamente da una delle più antiche liuterie, quella della famiglia Calace, per poi articolarsi fra la Chiesa Sant'Angelo a Nilo dove oltre alla finissima cantoria dell'organo scopriamo uno straordinario e poco conosciuto monumento funebre realizzato dal Donatello.
A pochi passi da Piazza San Domenico Maggiore c'è Piazza del Gesù con il suo obelisco, con la chiesa da cui prende il nome e soprattutto con il Monastero di Santa Chiara ed il suo bellissimo Chiostro maiolicato.
Il percorso prosegue attraverso suggestivi squarci architettonici di chiara influenza spagnola, sfiorando poi le mura greche di piazza Bellini, il Regio Conservatorio di musica di San Pietro a Maiella, il teatro romano incastrato tra le case, il fondaco di San Gregorio Armeno, ritornando infine su Spaccanapoli con i suoi "saponari" ed i suoi bellissimi palazzi.
Mirella Barracco Stampa, presidente della fondazione Napoli 99, c'illustra le finalità e gli interventi della fondazione stessa, ma soprattutto quale è l'immagine della città all'estero.

## Sesta Puntata:San Ferdinando
Il leggendario Castel dell'Ovo, il Palazzo Reale, il Teatro di San Carlo, la Galleria Umberto I, il Maschio Angioino sono gli elementi essenziali intorno ai quali si è sviluppata una grossa parte delle vicende napoletane e dove tuttora pulsa la Napoli di oggi, anche con un'intensa attività culturale come quella dell'Istituto italiano per gli studi filosofici nella stupenda cornice del Palazzo Serra di Cassano. La dottoressa Marina Picone Causa, direttrice di Palazzo Reale, ci fa rivivere i fasti dell'appartamento storico che lei stessa con una paziente opera, ha voluto fosse ricomposto così come era originariamente, trasformando anche l'immagine degradata della reggia. L'avv. Renato De Falco, giornalista-scrittore, ci spiega invece le origini storiche del quartiere San Ferdinando, inevitabilmente influenzate dalla presenza del Palazzo Reale. Il nostro itinerario prosegue sul monte Echia, dove sembra sia sorto uno dei primi nuclei dell'antica Neapolis e che oggi è sede di bellissimi palazzi del '600 e del '700, tra cui il già citato palazzo della nobile famiglia Serra di Cassano, protagonista della rivoluzione partenopea del 1799.

## Settima Puntata:Capodimonte
Attraverso il "ponte della Sanità" sì giunge all'Ospedale di San Gennaro dei Poveri sorto intorno ad una chiesa paleocristiana.
Il viaggio a Capodimonte parte proprio da questa chiesa per poi inoltrarsi nelle stupende catacombe di San Gennaro dove,  scopriamo innanzitutto quanto siano diverse dalle catacombe romane e soprattutto quanto siano ricche di affreschi e di mosaici con i quali si è potuto ricostruire parte della storia partenopea. Continuandoci ad arrampicare si raggiunge il Parco di Capodimonte ed i saloni dell'immensa Reggia borbonica, dove sono conservati tesori di inestimabile valore come, per esempio, il gabinetto di porcellana. Il prof. Nicola Spinosa, Soprintendente ai Beni Culturali, ci guida attraverso le testimonianze della civiltà del '600 e del '700 napoletano, parlandoci dell'importanza della rivalutazione di questo periodo nella promozione della città stessa.
Dalla reggia di Capodimonte raggiungiamo l'antichissimo Osservatorio Astronomico, uno dei gioielli del regno di Napoli, guidati dal direttore prof. Mario Rigutti per ridiscendere nel suggestivo Real Orto Botanico, altra testimonianza del prestigio della capitale.

## Ottava Puntata:Il Vomero
Dalla calata del Petraio o da quella di san Francesco scendevano le lavandaie per portare i panni puliti nei sontuosi palazzi dei signori. E proprio attraverso queste antichissime vie d'accesso inizia il nostro percorso nel Vomero che, come ci racconta lo scrittore e studioso Mario Furnari, inizialmente non era che poco più di un villaggio. La bella Villa Floridiana, che con il suo parco è uno dei polmoni della città, accoglie il Museo del Duca di Martina dove è possibile trovare delle preziosissime e finissime lavorazioni in ceramica e porcellana.
A pochi passi dalla Villa Floridiana troviamo Villa Belvedere, anch'essa molto antica, con il suo elegante Cenacolo arricchito da affreschi del Luca Giordano. Alla cima del Vomero sorge la collina di San Martino con la chiesa ricca di capolavori, tra cui i dipinti della sala del tesoro di Luca Giordano, il bellissimo chiostro, il quarto del priore con il restaurato giardino pensile e la passeggiata dei monaci da dove si domina tutta la città.

## Nona Puntata:Il Borgo di Chiaja
E dal Vomero attraverso le antiche vie d'accesso si giunge al Borgo di Chiaia, un itinerario in una Napoli più aristocratica quasi distaccata dalle vicende politiche. Bei palazzi, atmosfere rarefatte, insomma uno dei tanti contrasti che da sempre hanno caratterizzato la vita partenopea. Tra i tanti bei palazzi spicca quello di Cellammare, teatro di molta storia partenopea, ma tutto il quartiere respira ancora l'eleganza di un tempo. È da rilevare l'azione dell'Associazione delle Botteghe dei Mille che si batte per arrestare il degrado, nonostante i colpevoli abbandoni delle istituzioni. Il Borgo di Chiaia è a contatto con il mare e su Via Caracciolo sorge la Villa comunale dove ha sede un'altra istituzione borbonica che ha dato e dà lustro alla città: l'Acquario, centro di studi e di ricerca tra i primi in Europa. E l'itinerario nel Borgo di Chiaia prosegue attraverso la continua scoperta di palazzi trascurati dallo sguardo disattento di tutti i giorni: Villa Pignatelli, la chiesa di Santa Maria in Portico, la stazione di Mergellina, la chiesa di Piedigrotta, l'elegante piazza dei Martiri, insomma il salotto della città.

## Decima Puntata:Posillipo
Dopo aver appreso dalla voce dello scrittore-giornalista Michele Prisco che Posillipo era soprattutto campagna per poi diventare, con il suo mare, l'ispirazione delle più belle poesie, delle più belle canzoni e dei più bei quadri "della scuola paesaggistica".
Ecco allora che dal Casale di Posillipo e da un paesaggio incredibilmente rurale poco per volta si scende verso il mare azzurro, lambendo la costa e scoprendo angoli suggestivi e per lo più sconosciuti sino a giungere a Marechiaro ed alla sua celebre finestrella.
Lo scrittore-giornalista Luigi Compagnone, infine, ci spiega il perché della "porosità" di Napoli. Ci racconta come al di sotto della città esista un'altra dimensione tra le caverne di tufo: una città Sotterranea, notturna, che dal buio di Capodimonte si riversa nella luminosità di Marechiaro. È l'eterno gioco di Napoli.